# فایانفورد، ویکتوریا
فایانفورد (به انگلیسی: Fyansford) یک شهرک در استرالیا است که در City of Greater Geelong واقع شده‌است.